# Shiki Aoki
Shiki Aoki (青木志貴 Aoki Shiki?,  Prefectura de Toyama, Japón, 14 de enero de 1990) es un actor, seiyū, modelo y diseñador de moda japonés.

## Vida personal
El 6 de marzo de 2020, Aoki se declaró públicamente como un hombre transgénero después de identificarse inicialmente como no binario.

## Filmografía

### Televisión
| Año  | Título                                  | Papel          | Red                     | Note  |
| ---- | --------------------------------------- | -------------- | ----------------------- | ----- |
| 2016 | Cardfight!! Vanguard G: NEXT            | Makoto Asada   | TV Tokyo                | [ 2 ] |
| 2017 | The Idolmaster Cinderella Girls Theater | Asuka Ninomiya | Tokyo MX, BS11, Saga TV | [ 2 ] |
| 2017 | Cardfight!! Vanguard G: Z               | Makoto Asada   | TV Tokyo                | [ 2 ] |
| 2018 | Real Girl                               | Kaoru Tsutsui  | Nippon Television       | [ 2 ] |
| 2018 | Voice of Fox                            | Yushin         | Tokyo MX                | [ 2 ] |

### Juegos
| Año  | Título                          | Papel               | Notas             |
| ---- | ------------------------------- | ------------------- | ----------------- |
| 2016 | Compass                         | Magical Girl Lilika | [ 2 ]             |
| 2017 | The Idolmaster Cinderella Girls | Asuka Ninomiya      | [ 1 ] [ 3 ] [ 4 ] |
| 2018 | The King of Fighters All-Star   | Chris, Orochi       | [ 5 ] [ 6 ]       |
| 2019 | Gyakuten Othellonia             | Volpia              | [ 2 ]             |

### Teatro
| Año  | Título                                                               | Papel           | Notas |
| ---- | -------------------------------------------------------------------- | --------------- | ----- |
| 2017 | Premium 3D Musical: La Leyenda de los Héroes: Senderos de Acero Frío | Angelica Rogner | [ 7 ] |
| 2017 | Embryo                                                               |                 | [ 8 ] |
| 2018 | Karaoke Sentai Seiyuger                                              |                 | [ 9 ] |